# Fernando Pinto do Amaral
Fernando José Branco Pinto do Amaral és un escriptor portuguès, nascut en Lisboa en 1960.

## Biografia
Ha freqüentat la Facultat de Medicina de la Universitat de Lisboa durant 4 anys. És Llicenciat en Llengües i Literatures Modernes, té un doctorat en Literatura Portuguesa des de 1987 en la Facultat de Lletres de la Universitat de Lisboa.
És fill del metge António Pinto do Amaral (1910 - 1977) i de la seva segona dona, Maria Eugénia Rodrigues Branco (Lisboa, 1927), actriu de la dècada de 1940 a Portugal i Espanya. Té una filla de l'escriptora portuguesa Inês Pedrosa.
Ha col·laborat el les revistes literàries LER, A Phala, Colóquio/Letras, Relâmpago i va fer crítica en els periòdics portuguesos Público i JL. Ha traduït Les Flors del Mal, de Baudelaire, (Premi del Pen Club), els Poemes Saturnians de Verlaine, una antologia de Gabriela Mistral i tota l'obra poètica de Jorge Luis Borges.
Al febrer de 2008 ha rebut, a Madrid, el Premi Goya, en la categoria de Millor Cançó Original, pel seu Fado da Saudade, interpretat per Carlos do Carmo, a la pel·lícula Fados, de Carlos Saura.
Ha estat comissari del Pla Nacional de Lectura de Portugal des de 2009 i fins a 2017.

## Obra
- Acédia (1990, poesia)
- A Escada de Jacob (1993, poesia)
- Às Cegas (1997, poesia),
- O Mosaico Fluido — Modernidade e Pós-Modernidade na Poesia Portuguesa Mais Recente (1991, Prémio de Ensaio do Pen Club)
- Na Órbita de Saturno (1992, assaig)
- Poesia Reunida (2000).
- Pena Suspensa (2004, poesia)
- A Aventura no Game Boy (infantil).
- Área de Serviço e Outras Histórias de Amor (2006)
- A Luz da Madrugada (poesia, 2007).
- O Segredo de Leonardo Volpi (2009), novel·la
- A Minha Primeira Sophia (2009, per nens)
- Paliativos (poemari) 2012
- Manual de Cardiología.2016